# Sielsowiet ilkowski
Sielsowiet ilkowski (ros. Ильковский сельсовет) – jednostka administracyjna wchodząca w skład rejonu biełowskiego w оbwodzie kurskim w Rosji.
Centrum administracyjnym sielsowietu jest sieło Ilok.

## Geografia
Powierzchnia sielsowietu wynosi 79,09 km².

## Historia
Status i granice sielsowietu zostały określone 21 października 2004 roku.

## Demografia
W 2017 roku sielsowiet zamieszkiwało 1004 mieszkańców.

## Miejscowości
W skład sielsowietu wchodzą miejscowości: Ilok, Zołotariowka, Malcewka, Marjin, Mokruszino, Nowoiwanowskij.